# Mariposa (stacja metra)
Mariposa – nadziemna stacja zielonej linii metra w Los Angeles. Stacja mieści się na rogu Nash Street i Mariposa Boulevard.
Pierwotnie stacja miała nazwę Mariposa/Nash i nazwa ta może być jeszcze nadal używana w niektórych miejscach.
W pobliżu stacji znajduje się obiekt sportowy Toyota Sports Center w którym trenują zawodnicy z drużyn Los Angeles Kings, Los Angeles Lakers i Los Angeles Sparks.
Kiedy zakończy się budowa trasy szybkiego tramwaju Crenshaw Corridor (koniec budowy planowany jest w roku 2018), to wtedy stacja będzie również obsługiwana przez tramwaje linii Crenshaw Line.

## Miejsca użyteczności publicznej
- Toyota Sports Center

## Godziny kursowania
Tramwaje zielonej linii kursują codziennie od około godziny 5:00 do 0:45

## Połączenia autobusowe

### Autobusy Metro
- Metro Local: 232

### Inne lokalne i podmiejskie linie autobusowe
- Transit Torrance: 8 (w kierunku południowym)